# Tomáš Divíšek
Tomáš Divíšek (* 19. Juli 1979 in Most, Tschechoslowakei) ist ein tschechischer Eishockeyspieler, der seit Juni 2017 beim LHK Jestřábi Prostějov aus der 1. Liga unter Vertrag steht.

## Karriere
Tomáš Divíšek begann seine Karriere als Eishockeyspieler in der Nachwuchsabteilung des HC Slavia Prag, für dessen Profimannschaft er von 1996 bis 1999 in der Extraliga aktiv war. In diesem Zeitraum wurde er im NHL Entry Draft 1998 in der siebten Runde als insgesamt 195. Spieler von den Philadelphia Flyers ausgewählt. Für deren Farmteam, die Philadelphia Phantoms, spielte der Flügelspieler von 1999 bis 2002 in der American Hockey League. Im gleichen Zeitraum kam er zu fünf Einsätzen für die Flyers in der National Hockey League und konnte sich nie in deren NHL-Kader durchsetzen. Deshalb kehrte er nach Tschechien zurück und spielte von 2002 bis 2005 für den HC Pardubice in der Extraliga. Mit seinem neuen Team wurde er in der Saison 2004/05 tschechischer Meister.
Im Sommer 2005 unterschrieb Divíšek einen Vertrag bei seinem Ex-Club HC Slavia Prag, für den er etwas mehr als ein Jahr lang auf dem Eis stand, ehe er zu Beginn der Saison 2006/07 zu dessen Ligarivalen HC Plzeň wechselte. In Plzeň stand er anschließend zwei Jahre lang unter Vertrag und war im zweiten Vertragsjahr Mannschaftskapitän seines Teams. Seine erste Spielzeit bei den Tschechen beendete er jedoch beim EHC Basel aus der Schweizer Nationalliga A, mit dem er in den Playouts den Klassenerhalt erreichte. Zu diesem Erfolg trug er mit vier Toren und sechs Vorlagen in 13 Spielen bei. Im Sommer 2008 wurde der ehemalige tschechische Nationalspieler von seinem Ex-Club HC Pardubice verpflichtet. Nach eineinhalb Jahren verließ er diesen im Laufe der Saison 2009/10 wieder. Während der HC Pardubice am Ende der Spielzeit die Meisterschaft gewann, musste der fünffache NHL-Spieler mit dem HC Kometa Brno in die Playouts, in denen er mit seinem Team den Klassenerhalt erreichte.
In der Saison 2010/11 spielte Divíšek für BK Mladá Boleslav in der Extraliga. Im September 2011 erhielt er einen Probevertrag beim HC Davos aus der Schweizer National League A, der jedoch nicht verlängert wurde. Daraufhin lieh ihn der BK bis Saisonende an Kometa Brno aus. Dieser Leihvertrag wurde im April 2012 verlängert, im Januar 2013 jedoch beendet. Anschließend spielte Divíšek wiederum auf Leihbasis bei den Piráti Chomutov, die ihn zur Saison 2013/14 fest verpflichteten. Ende Dezember 2013 wurde er aus diesem Vertrag entlassen und wechselte im Januar 2014 zum HC Sparta Prag.
Im September 2014 erhielt Divíšek einen Vertrag beim HC Most aus der zweiten Spielklasse und wurde einen Monat später zuerst an den HC Plzeň, ab November dann an den abstiegs-bedrohten HC Slavia Prag  ausgeliehen. Letztlich stieg er mit Slavia Prag in die 1. Liga ab, verließ den Verein jedoch und erhielt einen Probevertrag beim HC Pardubice. Dort konnte er sich jedoch nicht durchsetzen und kehrte im Oktober 2015 zum HC Most zurück. Im Januar 2016 wurde er dann vom 1. EV Weiden aus der deutschen Oberliga verpflichtet und erzielte für die Blue Devils in 19 Spielen 22 Scorerpunkte. Im Juli 2016 kehrte Divíšek zum HC Most zurück, ein Jahr später wurde er vom LHK Jestřábi Prostějov verpflichtet.

### International
Für Tschechien nahm Divíšek an der U20-Junioren-Weltmeisterschaft 1999 teil. Bei diesem Turnier war er mit sieben Assists bester Vorlagengeber. Im Seniorenbereich stand er 2004, 2005, 2006 und 2007 im Aufgebot seines Landes bei der Euro Hockey Tour.

## Erfolge und Auszeichnungen
- 1999 Bester Vorlagengeber der U20-Junioren-Weltmeisterschaft (gemeinsam mit Scott Gomez und Brenden Morrow)
- 2003 Tschechischer Vizemeister mit dem HC Pardubice
- 2005 Tschechischer Meister mit dem HC Pardubice
- 2006 Tschechischer Vizemeister mit dem HC Slavia Prag

## Karrierestatistik

### International
Vertrat Tschechien bei:
- U20-Junioren-Weltmeisterschaft 1999

(Legende zur Spielerstatistik: Sp oder GP = absolvierte Spiele; T oder G = erzielte Tore; V oder A = erzielte Assists; Pkt oder Pts = erzielte Scorerpunkte; SM oder PIM = erhaltene Strafminuten; +/− = Plus/Minus-Bilanz; PP = erzielte Überzahltore; SH = erzielte Unterzahltore; GW = erzielte Siegtore; 1 Play-downs/Relegation; Kursiv: Statistik nicht vollständig)